# Hans Heysen

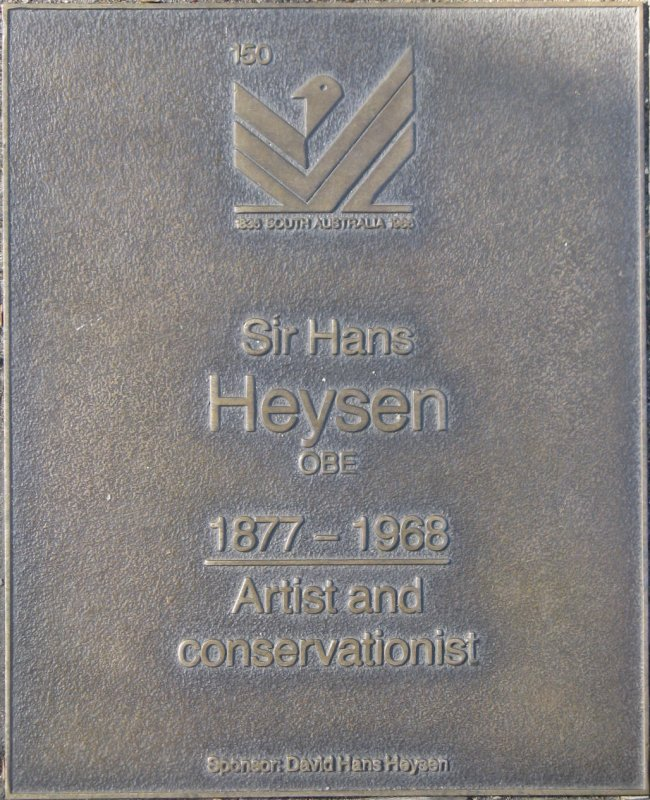
Gedenkplakette auf dem Jubilee 150 Walkway in Adelaide

Sir Hans Heysen, OBE, (* 8. Oktober 1877 in Hamburg; † 2. Juli 1968 in Mount Barker, South Australia, Australien) war ein australischer Künstler. Er war besonders für seine Aquarelle des australischen Busches bekannt und gewann mehrfach den Wynne-Preis.

## Leben
Wilhelm Ernst Hans Franz Heysen wurde in Hamburg, Deutschland geboren. Er wanderte 1884 im Alter von sechs Jahren mit seiner Familie nach Adelaide in Südaustralien aus. Dort interessierte er sich schon in jungen Jahren für die Kunst. Da der Vater keine feste Beschäftigung fand, besuchte Heysen zwischen 1885 und 1892 unterschiedliche Schulen und half dem Vater bei der Arbeit. Während der Schulferien konnte er Freunde in Hahndorf besuchen. Mit 14 Jahren verließ er die Schule, arbeitete für fünf Schilling in der Woche bei einem Eisenwarenhändler und begann mit 16 während seiner Freizeit Kunst an der Kunstakademie zu studieren.
1899 konnte er einen von Sir James Linton ausgeschriebenen Preis für Aquarellmalerei und eine Auszeichnung für eine Kohlezeichnung erringen. Im Alter von 22 Jahren bezahlten ihm vier Geschäftsleute ein Studium in Europa unter der Bedingung, dass er ihnen die Bilder, die dort entstanden, zusicherte. Von 1900 bis 1903 studierte er in Europa, zumeist in Paris an der Académie Julian und der École des Beaux-Arts, aber auch in Italien. Nach seiner Rückkehr ließ er sich zunächst in Adelaide nieder, eröffnete eine Kunstschule und widmete sich vollständig der Malerei. 1904 heiratete Heysen seine Frau Selma und konnte zum ersten Mal den Wynne-Preis gewinnen. 1908 zog er mit seiner Familie nach Hahndorf in Südaustralien. 1926 bereiste er zum ersten Mal den Norden von Südaustralien, wo die felsige Halbwüstenregion Flinders Ranges einen besonderen Reiz auf ihn ausübte. Dort fand er – wie an der Brachina Gorge (Wächter am Brachina Gorge, National Gallery of Victoria) – stets neue Motive.

„Die Sonne, ihr Licht und ihre Wärme ist meine Religion. (...) Ich muß gestehen, daß ich ihrem [Anm.: der Wüste] Zauber erlegen bin. Ich habe die Wüste an stillen Tagen von kristallner Klarheit erlebt, wenn das Auge das wundervolle Gefühl der Unendlichkeit empfangen kann. [Sie ist für den Maler] ein neues, bisher fast unberührtes Feld.“

Im Jahre 1912 erwarb Heysen ein Anwesen in den Adelaide Hills nahe Hahndorf, wo er bis 1968 lebte. Am 2. Juli dieses Jahres verstarb er 90-jährig in einem Militärkrankenhaus in Mount Barker.
Er wurde 1945 Officer des Order of the British Empire und 1959 zum Knight Bachelor geschlagen. Australiens längster Fernwanderweg der 1200 km lange Heysen Trail ist nach ihm benannt sowie die Heysen Range ein Gebirgszug im Flinderskette-Nationalpark.
Auch seine Tochter Nora Heysen (1911–2003) gilt als bedeutendere australische Künstlerin.

## Werk
Heysen wurde vor allem für seine Darstellungen von australischen Landschaften bekannt und gilt heute als einer der wichtigsten und bekanntesten australischen Künstler.
Werke Heysens befinden sich heute in der National Gallery of Victoria (Guardian of the Brachina Gorge, Aquarell von 1937; A lord of the bush, Öl, 1908), in der National Library of Australia (Brachina Gorge, Aquarell; Old man Collins, Zeichnung; Study of Nora Heysen as a child, Zeichnung, Kohle auf Papier; Study of Nora Heysen as a child, Bleistiftzeichnung) und der königlich-britischen Sammlung in London (Brachina Gorge, 1933).

## Der Wynne-Preis
Heysen gewann den Wynne-Preis neunmal. Ausgezeichnet wurden:
- 1904 – Mystic Morn
- 1909 – Summer (Aquarell)
- 1911 – Hauling Timber
- 1920 – Toilers (Aquarell)
- 1922 – The Quarry (Aquarell)
- 1924 – Afternoon in Autumn (Aquarell)
- 1926 – Farmyard, Frosty Morning
- 1931 – Red Gums of the Far North (Aquarell)
- 1932 – Brachina Gorge